# Scatella hawaiiensis
Scatella hawaiiensis är en tvåvingeart som beskrevs av Grimshaw 1901. Scatella hawaiiensis ingår i släktet Scatella och familjen vattenflugor. Inga underarter finns listade i Catalogue of Life.